# 2018년 동계 올림픽
2018년 동계 올림픽(프랑스어: Jeux olympiques d'hiver de 2018, 영어: 2018 Winter Olympics)은 2018년 2월 9일부터 2월 25일까지 대한민국 강원도 평창군 등에서 개최된 제23회 동계 올림픽이다. 대한민국에서는 최초로 개최된 동계 올림픽이며 1988년 하계 올림픽 이후 30년 만에 대한민국에서 개최된 올림픽이다.
IOC는 남아프리카 공화국 더반에서 현지 시각으로 2011년 7월 7일 17시 18분에 열린 123차 IOC 총회에서 대한민국 강원도 평창군을 개최지로 결정하였다.
LED를 사용한 최초의 동계 올림픽대회이며 5G의 시범운영이 이루어진 대회이다. 아시아에서 세 번째로 열리는 대회로, 앞서 일본 삿포로시(1972년)와 나가노시(1998년)에서 동계 올림픽이 열린 바 있다. 또한 하계올림픽과 FIFA 월드컵, 세계육상선수권대회 등 세계 4대 국제 이벤트를 개최한 5번째 국가(프랑스, 독일, 이탈리아, 일본, 대한민국)가 되었다. 스키점프, 노르딕 복합, 바이애슬론, 크로스컨트리 스키, 봅슬레이, 스켈레톤, 루지, 프리스타일 스키, 스노보드 경기는 평창에서 개최되었으며 알파인 스키 경기는 평창, 정선군에서 개최되었다. 피겨 스케이팅, 쇼트트랙, 스피드 스케이팅, 아이스하키, 컬링 경기는 강릉시에서 개최되었다. 또한 일부 경기는 개막식에 앞서 2월 8일과 2월 9일부터 시작되었다.
총 15개 종목, 102개 세부 종목이 진행되는데 이는 역대 사상 최고치로, 금메달 수가 100개를 넘어가는 것도 이번이 처음이다. 이번 대회부터는 빅에어 스노보드, 매스스타트 스피드스케이팅, 혼성 컬링, 알파인스키 혼성 계주 등의 종목이 신설되었다. 총 92개국 2,925명의 선수들이 참가하며 이것역시 사상 최대이다. 또 에콰도르, 에리트레아, 코소보, 말레이시아, 싱가포르, 나이지리아 등이 동계 올림픽에 처음 참가했다.

## 개최지 선정

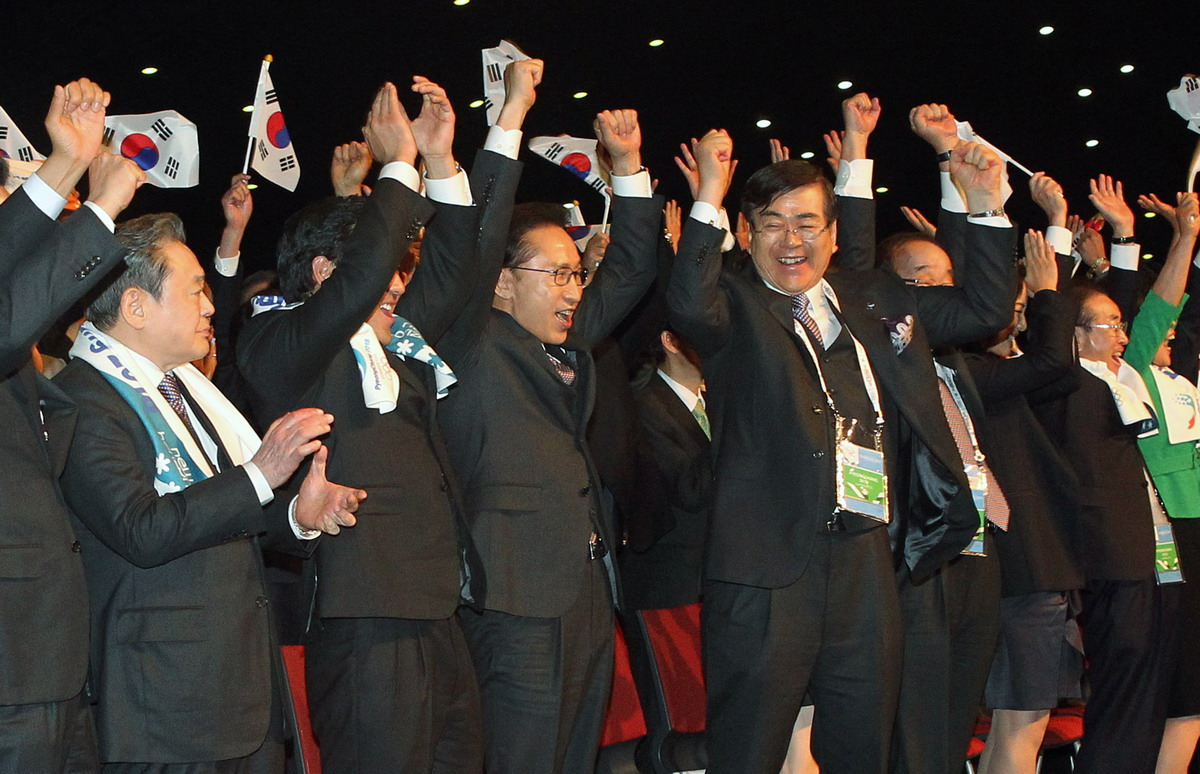
2011년 7월 7일, 남아프리카 공화국 더반에서 열린 IOC 총회에서 평창이 개최지로 선정되자 환호하는 이명박 당시 대통령(가운데), 이건희 삼성 회장(왼쪽), 조양호 당시 한진 회장(오른쪽) 등 평창 올림픽 유치 위원들

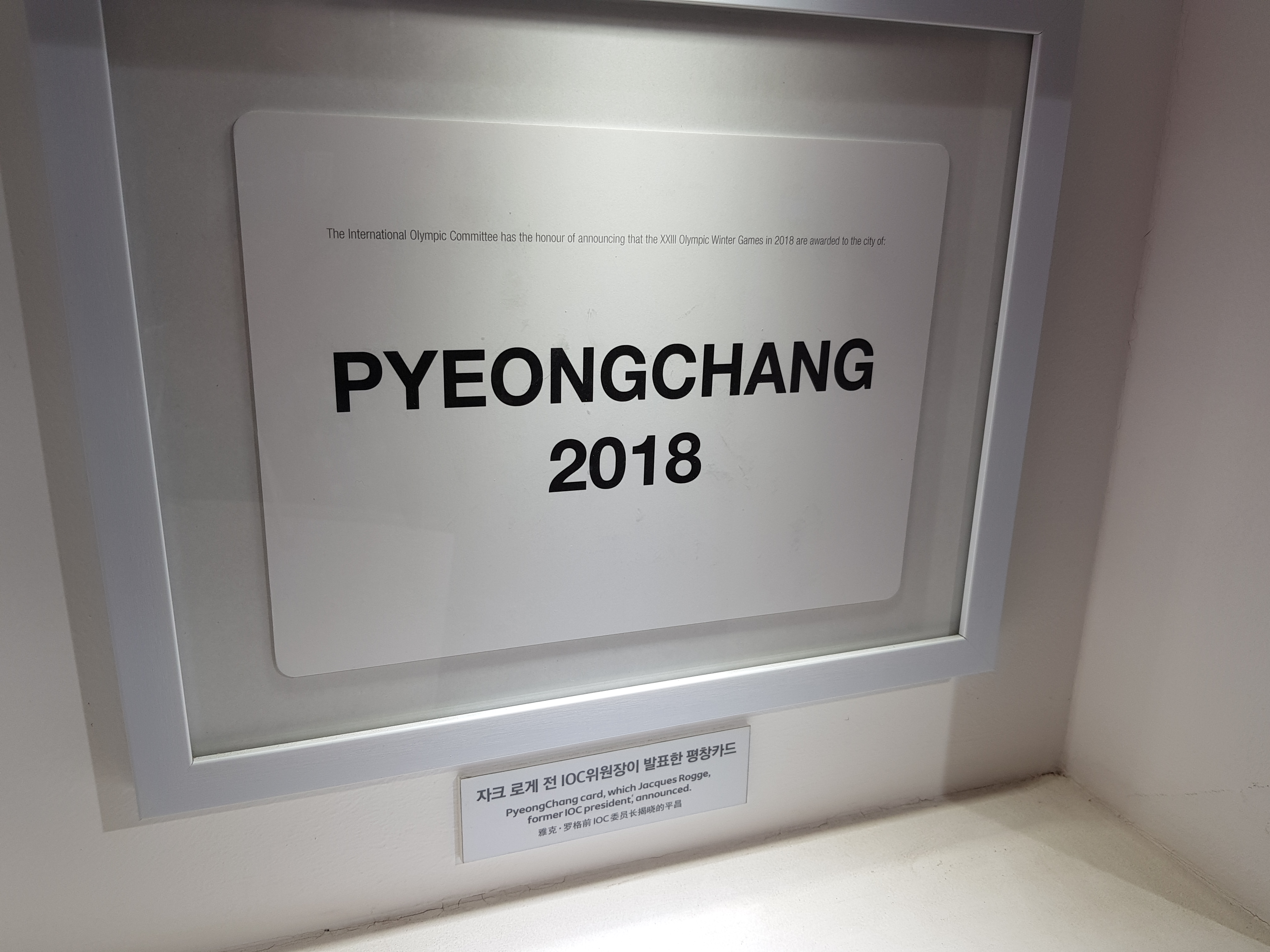
2011년 평창 동계올림픽 개최지 선정 당시 자크 로게 IOC 전 위원장이 들었던 카드

국제올림픽위원회는 2009년 7월 31일까지 2018년 동계 올림픽 개최 후보 도시 신청을 받았으며 같은 해 12월에는 스위스 로잔의 위원회 본부에서 각 신청도시들의 세미나를 진행하였다. 이후 2010년 6월 21일 국제올림픽위원회는 2018년 동계올림픽 최종 후보 도시로 대한민국의 평창, 독일의 뮌헨, 프랑스의 안시를 선정하였다.
2011년부터는 세 도시의 후보 도시 프로필과 증빙서를 제출하였고 2월부터는 IOC 대표단의 해당 도시 방문 평가가 이뤄졌다. 대한민국 평창의 경우 2010년 동계 올림픽, 2014년 동계 올림픽에 이어 세 번째로 동계 올림픽 유치에 도전하였고, 대회 유치에 대한 이해도 증가와 정부 지원, 여론 등에서 강점을 보였다. 독일 뮌헨의 경우 안정적인 인프라와 경기 시설, 그리고 숙련된 대회 경험 등이 강점으로 꼽혔다. 프랑스의 안시는 대회 경험이 강점으로 꼽혔으나 대부분 평창과 뮌헨에 밀리는 모습이었다. 이 같은 평가를 진행한 IOC는 2011년 6월 공식 평가 결과를 발표하였다.
2011년 7월 7일, 남아프리카 공화국 더반에서 열린 제123차 국제 올림픽 위원회 총회에서 2018년 동계 올림픽의 개최지 선정이 진행됐다. IOC 위원들의 투표는 한 차례만 진행됐다. 현지 시각으로 오후 5시 18분, 한국 시각으로 7월 7일 오전 0시 18분에 자크 로게 국제올림픽위원회 위원장이 동계 올림픽의 최종 개최지를 발표하였다.
| “ | The International Olympic Committee has the honor of the announcing that the 23rd Olympic Winter Games in 2018 are awarded to the city of 'Pyeongchang.' (국제올림픽위원회는 2018년에 열리는 제 23회 동계 올림픽 개최지로 '평창'을 발표해서 영광입니다.) | ” |
|   | — 자크 로게, 제123차 IOC총회 |   |

| 개최지 투표 결과 | 개최지 투표 결과 | 개최지 투표 결과 | 개최지 투표 결과 |
| ---------------- | ---------------- | ---------------- | ---------------- |
| 후보 도시        | NOC              | 투표             |                  |
| 평창             | 대한민국         | 63               |                  |
| 뮌헨             | 독일             | 25               |                  |
| 파리             | 프랑스           | 7                |                  |

## 경기 시설

평창동계올림픽대회 위치도

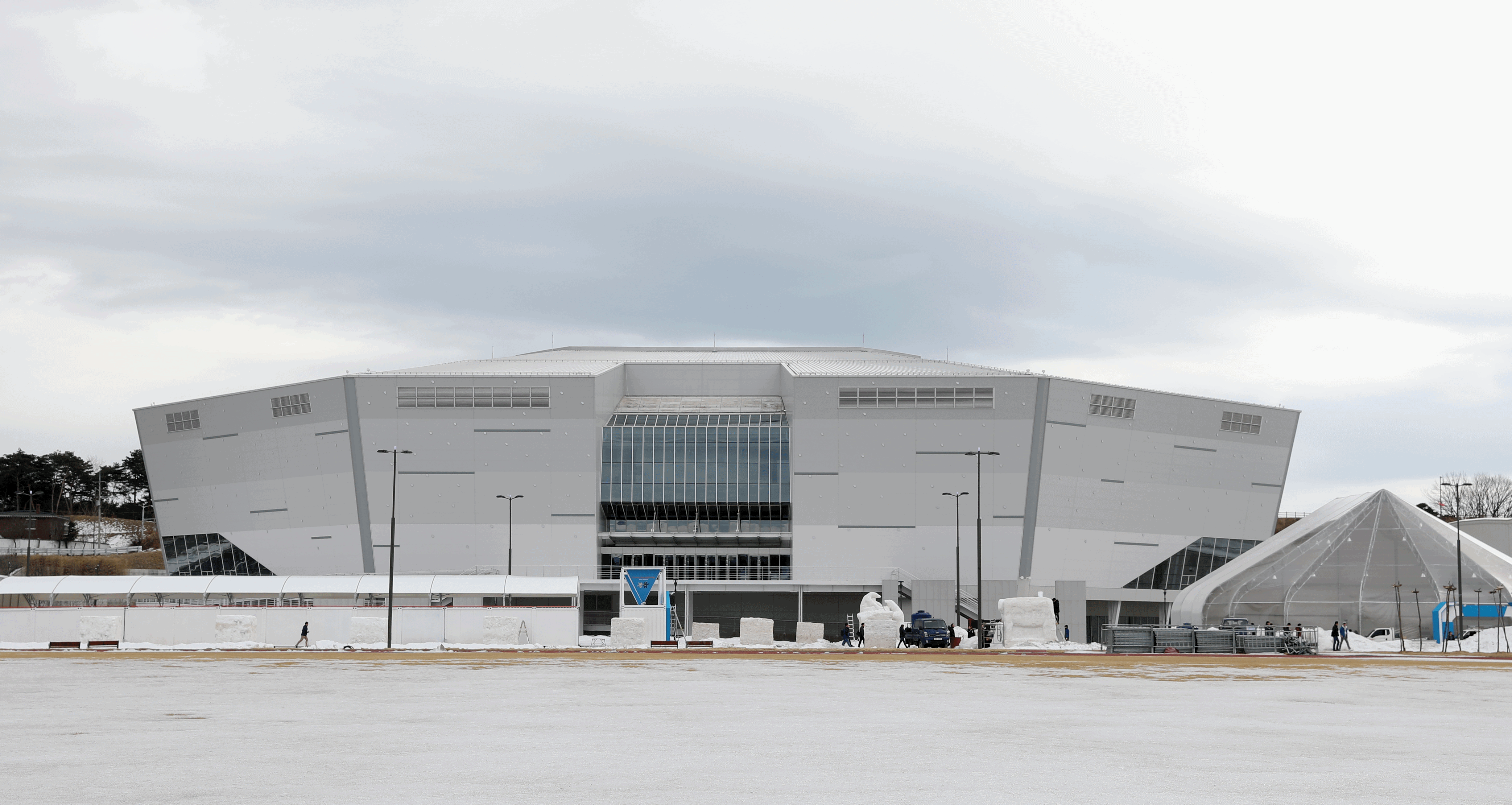
강릉 하키 센터

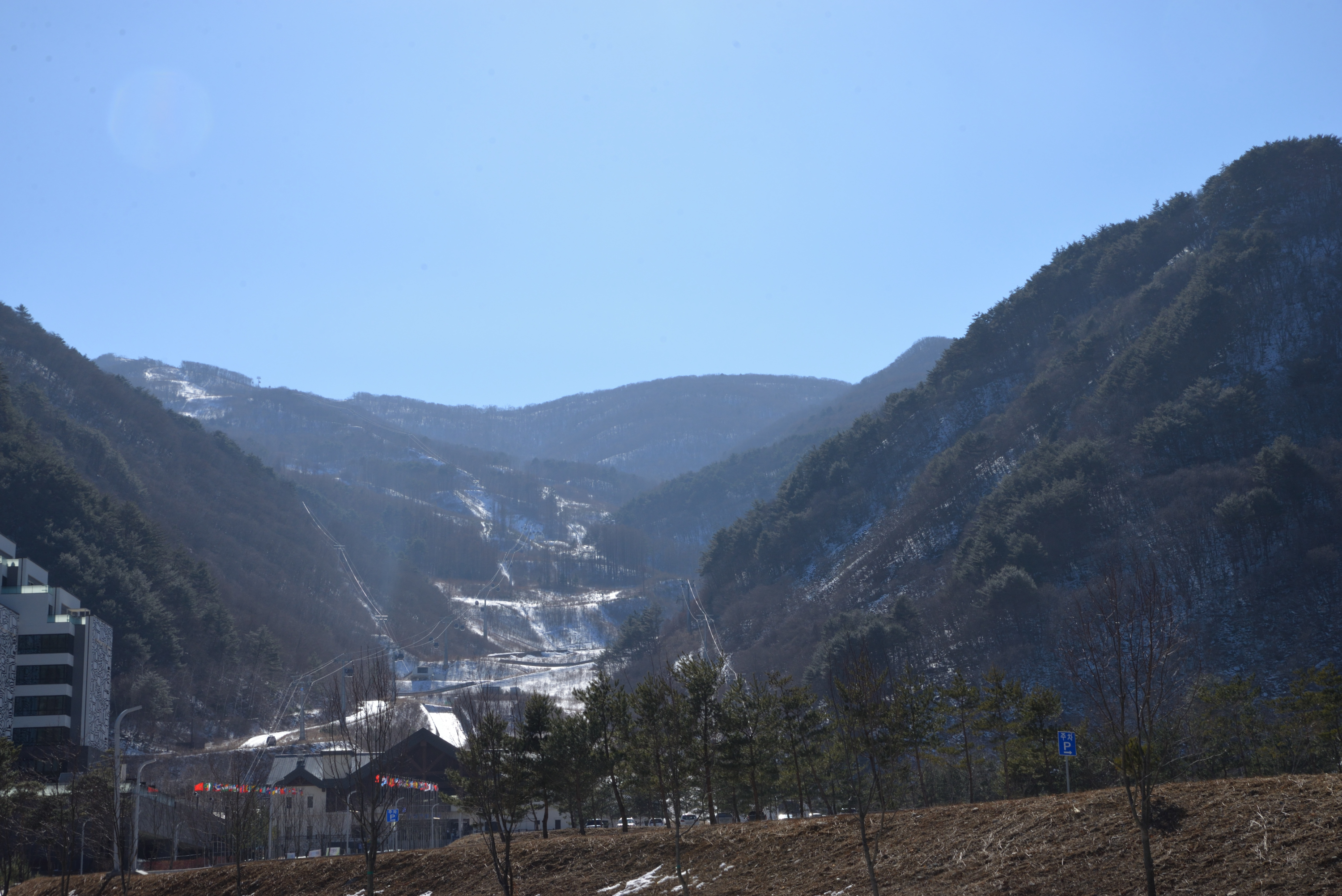
정선 알파인 경기장

2018년 동계 올림픽의 모든 경기 시설은 평창 올림픽 스타디움에서 30분대로 이동이 가능하도록 배치되었다. 경기 지역은 설상 경기가 개최되는 대한민국 평창군과 대한민국 정선군 일대의 평창 마운틴 클러스터와 빙상 경기가 개최되는 대한민국 강릉시의 강릉 코스탈 클러스터로 구분된다. 경기장의 수는 총 12개, 개폐회식장을 포함하면 13개의 클러스터로 구성된다.

### 평창 마운틴 클러스터
- 평창 올림픽 스타디움 - 개회식 및 폐회식
- 평창 알펜시아 스키점프 경기장 - 스키점프, 노르딕 복합, 스노우보드 빅에어
- 평창 알펜시아 바이애슬론 센터 - 바이애슬론
- 평창 알펜시아 크로스컨트리 센터 - 크로스컨트리 스키, 노르딕 복합
- 평창 알펜시아 슬라이딩 센터 - 봅슬레이, 스켈레톤, 루지
- 용평리조트 - 알파인 스키
- 휘닉스 평창 - 프리스타일 스키, 스노보드
- 정선 알파인 경기장 - 알파인 스키

### 강릉 코스탈 클러스터
- 강릉 아이스 아레나 - 피겨 스케이팅 / 쇼트트랙
- 강릉 스피드 스케이팅 경기장 - 스피드 스케이팅
- 강릉 하키 센터 - 아이스하키
- 강릉 관동 하키 센터 - 아이스하키
- 강릉 컬링 센터 - 컬링
- 강릉올림픽파크

### 선수촌 · 미디어촌
- 평창 마운틴 클러스터 선수촌
- 강릉 코스탈 클러스터 선수촌 및 미디어촌

### 대회 지원 시설
- 평창 알펜시아 MPC - 메인 프레스 센터
- 평창 알펜시아 IBC - 국제 방송 센터

## 대회 상징

### 대회 엠블럼
2018년 평창 동계 올림픽과 패럴림픽의 공식 엠블럼은 2013년 5월 3일에 공개되었다. 2018년 평창 동계 올림픽의 엠블럼은 '평창'의 초성인 'ㅍ', 'ㅊ'을 모티브로 하여 디자인했다. 왼쪽에 있는 디자인은 하늘, 땅, 사람을 뜻하는 천지인 사상을 모티브로 하여 디자인했으며 오른쪽에 있는 디자인은 눈의 결정을 모티브로 하여 디자인했다.
2017년 1월에는 2018년 평창 동계 올림픽과 패럴림픽의 공식 픽토그램(그림문자)이 공개되었다. 이 픽토그램은 한글의 자음, 모음을 모티브로 하여 디자인했다. 올림픽 엠블럼, 공식 물품에서는 낙타 대문자 형식을 띤 'PyeongChang' 표기를 사용했는데 이는 비슷한 이름을 가진 조선민주주의인민공화국의 수도인 평양(Pyongyang)과의 혼동을 피하기 위한 것이다.

### 대회 마스코트
2016년 6월 2일, 2018년 평창 동계 올림픽 및 패럴림픽 조직위원회는 2018년 평창 동계 올림픽과 패럴림픽의 공식 마스코트를 '백호'와 '반달가슴곰'으로 확정했다. 이들 마스코트의 이름은 각각 '수호랑(Soohorang)'과 '반다비(Bandabi)'로 정해졌다. 특히 수호랑은 흰호랑이를 상징하여 1988년 서울 올림픽 마스코트였던 호돌이의 연속성을 이으려는 의도라고 조직위원회는 설명했다.
'수호랑'은 2018년 동계 올림픽의 마스코트로, 대한민국을 상징하는 백호를 모티브로 삼았다. 수호랑이라는 이름은 '수호+랑'으로 이뤄진 합성어로, '수호'는 올림픽에 참가하는 선수, 참가자, 관중들을 보호한다는 의미이며, '랑'은 '호랑이'와 강원도를 대표하는 '정선아리랑'의 '랑'에서 따온 것이다.
'반다비'는 2018년 동계 패럴림픽의 마스코트이다. 수호랑이 용감하고 씩씩한 느낌을 주는 반면, 반다비는 정답고 부드러운 느낌을 준다. 수호랑은 "도전 정신과 열정"이 넘치며, "올림픽에 참가하는 사람들을 지켜주는 씩씩한" 성격이다.

### 대회 슬로건
2018년 평창 동계 올림픽과 2018년 평창 동계 패럴림픽 대회의 공식 슬로건은 ‘Passion. Connected.’(하나된 열정)이다.
'Passion'은 열정, 애착, 몹시 좋아하는 것 등을 뜻하는 말로 평창은 서로 영감을 주는 세계적인 축제의 장으로서 한국인의 따뜻한 정을 완성해가는 곳임을 상징하며 올림픽 정신과 한국인의 따뜻한 정을 표현한다. 'Connected'는 연결하다, 결합하다, 이어지다, 맥이 통한다는 뜻으로 언제 어디서나 모든 세대가 참여할 수 있고 서로 영감을 주는 공간임을 함축하며, 새로운 시작과 세계의 조화, 동계 올림픽의 새로운 지평을 여는 것을 표현한다.
또 슬로건 첫 글자인 P와 C는 대문자를 사용하여 'PyeongChang(평창)'을 연관시키기도 하며, People. Connected(사람과 사람을 잇는 올림픽), Possibility. Connected. (가능성을 열어가는 올림픽), Peace. Connected. (평화를 잇는 올림픽), PyeongChang. Connected. (평창 동계 올림픽), Place. Connected. (모두가 함께 어울릴 수 있는 올림픽)라는 뜻을 지향하기도 한다.

## 교통

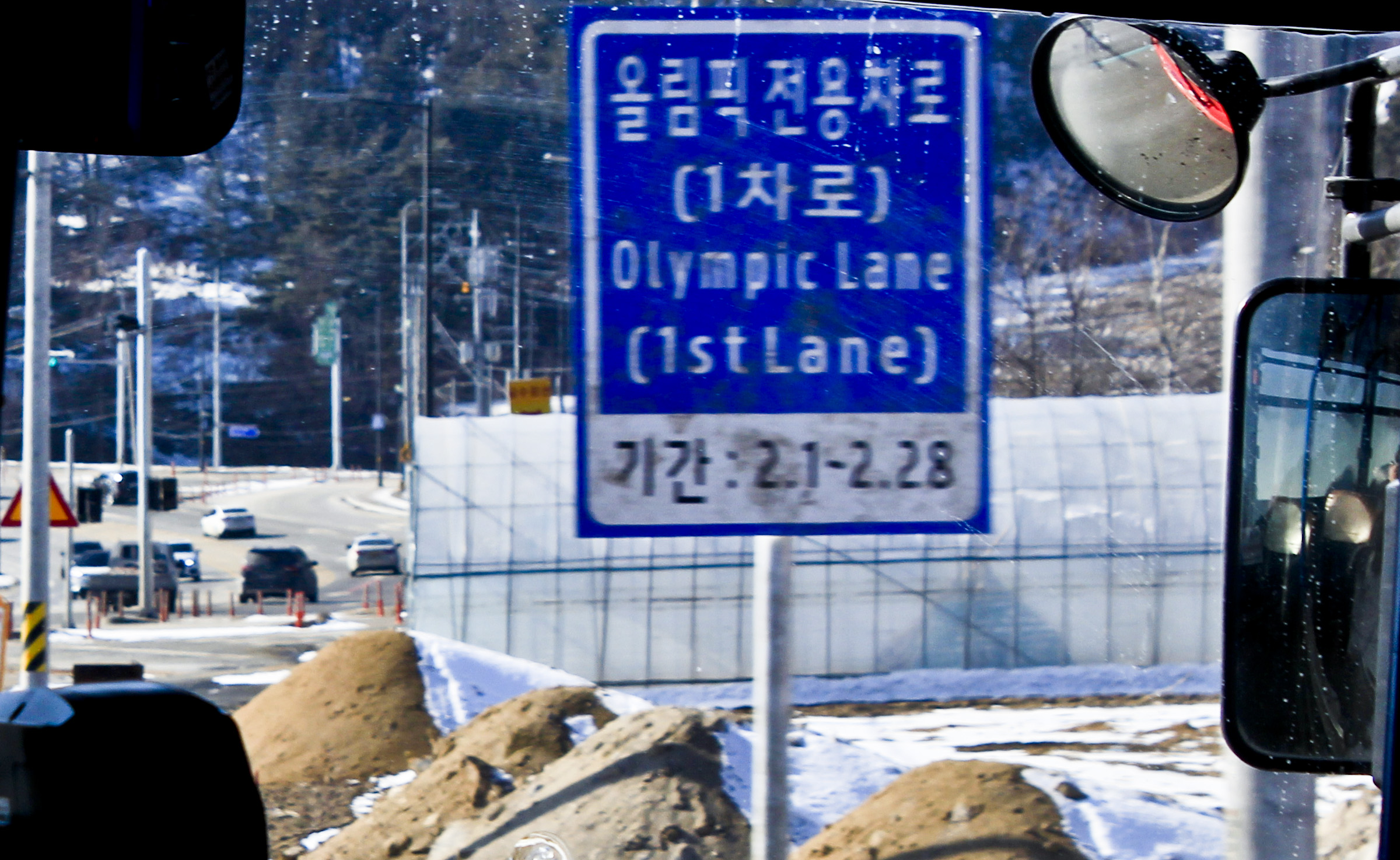
26번 국도 월정 삼거리 - 진부 나들목 로터리 구간에 설치된 올림픽 전용차로 안내 표지판

강원도에서 개최되는 지리적 특성상 교통 체증 해소 및 도시 간 접근 시간을 단축하기 위해 정부는 2017년 12월까지 경강선을 개통해 인천국제공항역 ~ 검암역 ~ 청량리역 ~ 서원주역 ~ 평창역 ~ 강릉역간 KTX를 운행키로 하여 서울 ~ 강릉 구간을 1시간 대로 단축하고 인천국제공항역 ~ 강릉역까지는 2시간 대로 단축한다. 또 육로는 영동고속도로 혼잡 완화를 위한 광주원주고속도로 개통과 함께 육로 교통난을 완화할 계획이다. 항공편은 기존의 김포국제공항을 이용하였으며, 인천국제공항의 양 터미널에는 수송 지원 업무를 담당하는 게임즈 커넥션이 세 곳 설치되었다. 또 강원도 강릉시와 인접한 양양국제공항과 평창군이 인접한 원주공항을 이용키로 하였으며, 양양국제공항에서는 강릉 올림픽 플라자까지 항공기 시간에 맞추어 셔틀버스가 운행되었다. 그리고 공식 후원사였던 대한민국은 양양국제공항에서 독일 뮌헨 공항, 미국 미니애폴리스 세인트폴 국제공항, 영국 런던 개트윅 국제공항, 프랑스 파리 샤를 드골 공항을 잇는 올림픽 특별 전세노선을 운항하였다. 또한 문재인 정부의 국정기획자문위원회는 '평창 동계 올림픽, 평창 동계 패럴림픽 기간 동안 영동고속도로 전 구간의 통행료를 면제한다.'고 했다.
대회 기간에는 6번 국도와 영동고속도로 등에서 올림픽 전용차로가 운영되어 올림픽 차량의 편의를 더했으나 홍보가 부족하였고, 계도가 잘 되지 않아 논란이 일기도 했다. 또한 올림픽 기간동안 올림픽이 열리는 강릉시, 평창군, 정선군의 올림픽 경기장 인접 지역에 차량 2부제가 실시되었으며 그에 반해 이들 지역의 시내버스와 농어촌버스가 무료로 운행되었다. 또한 관중, 클라이언트를 대상으로 한 셔틀버스가 2000여 대 동원되어 관중노선 29개, 100여 개의 클라이언트용 노선에 운행했다.

## 대회 진행

### 성화 봉송

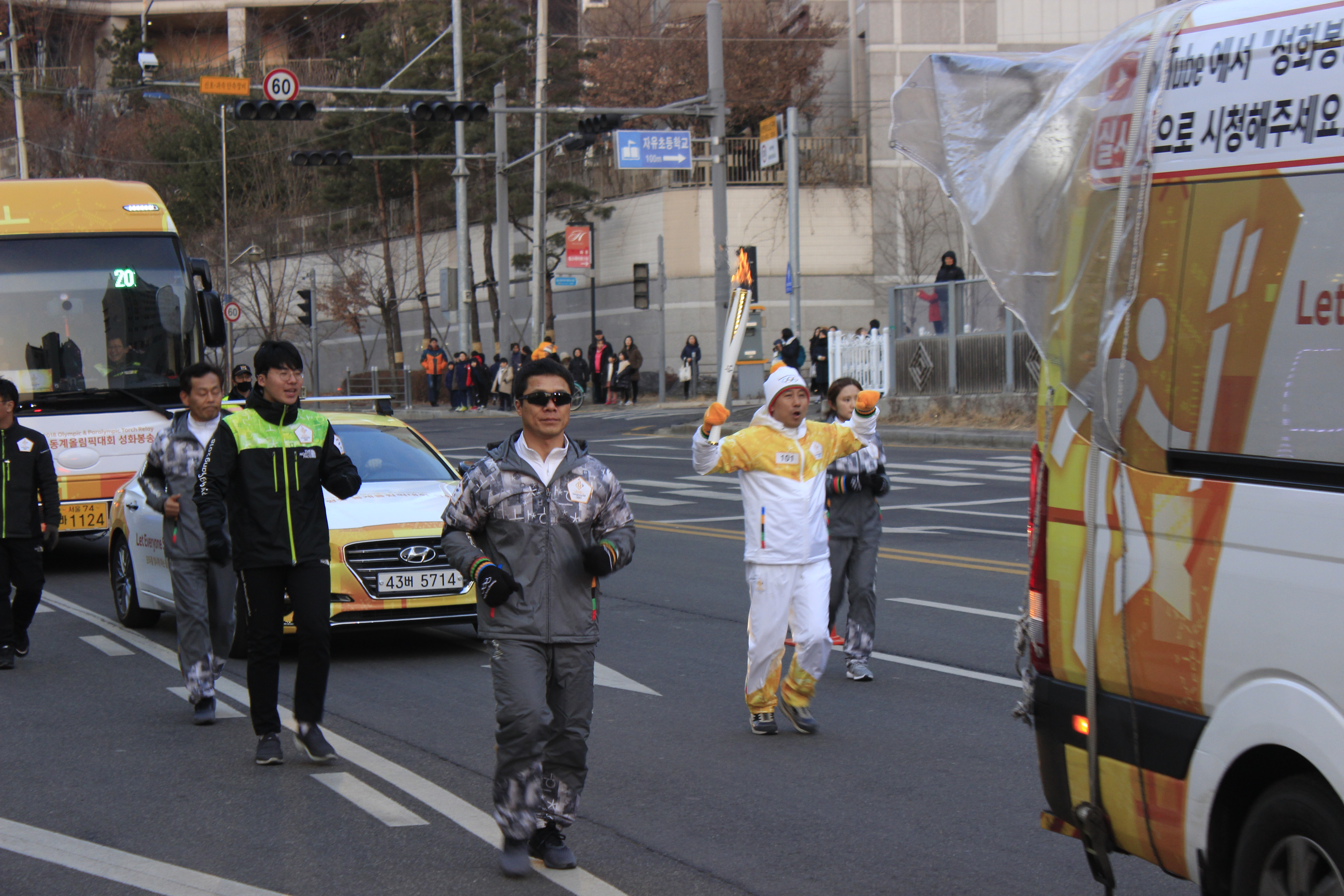
2018년 동계 올림픽의 성화 봉송이 경기도 파주시 문산읍 당동지구에서 이루어지고 있는 모습

올림픽 성화는 2017년 10월 24일, 수천년 전에 고대 올림픽 경기가 열렸던 그리스 올림피아에서 성화가 채화되는 것으로 시작하여 올림픽 경기가 열리는 평창으로 봉송된다. 성화는 대회 개막일인 2018년 2월 9일에 경기장 내에 도착하여 점화된다. 성화 봉송 주자는 평화를 의미하는 7,500명의 주자로 구성되며, 주자와 함께 2,018명의 지원 주자가 성화 봉송을 지원한다. 한편, 101일간의 봉송 기간 동안 2,018km의 거리를 이동하며 전국의 17개 시도를 경유하였다.

### 개막식

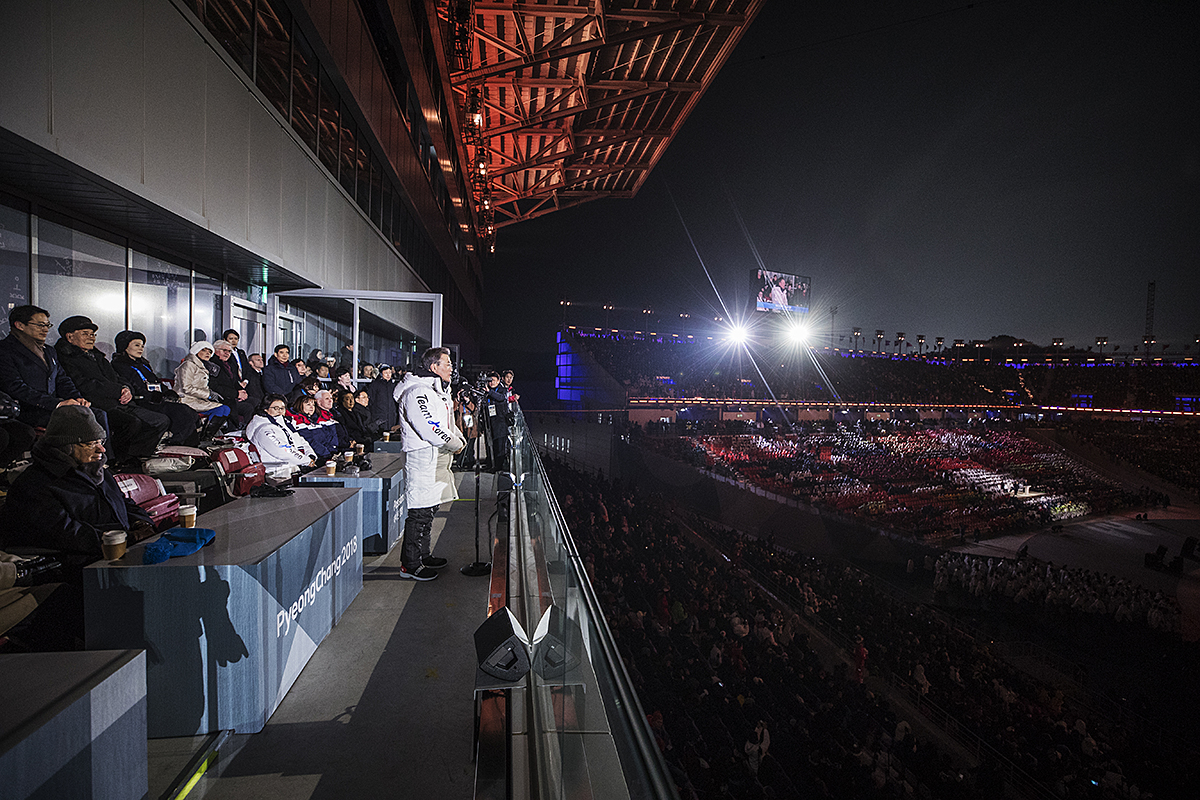
개막식에서 개회를 선언하는 문재인 대통령

개막식은 2018년 2월 9일에 강원도 평창군에 위치한 평창 올림픽 스타디움에서 열렸다.

### 폐막식
폐막식은 2018년 2월 25일에 개막식과 마찬가지로 강원도 평창군에 위치한 평창 올림픽 스타디움에서 열렸다. 폐막식에서는 K-pop 가수 엑소(EXO), 씨엘(CL)이 무대를 장식했다.

### 참가국
2018년 동계 올림픽에 참가한 나라는 다음과 같으며, 총 92개국이 참가하였다. 나이지리아, 말레이시아, 싱가포르, 에리트레아, 에콰도르, 코소보 6개국이 처음으로 동계 올림픽에 참가하였다. 2018년 1월 총 92개국이 예비 등록을 신청하였으며, 최종 참가국 명단은 2018년 1월 29일에 마감되었다. 본래 케이맨 제도, 페루, 도미니카 연방 3개국도 국제 스키 연맹(FIS)의 동계 올림픽 출전 쿼터를 따냈으나 참가 신청을 포기함으로써 최종 참가국 목록에서 제외되었다.
2017년 12월 5일 국제 올림픽 위원회(IOC)는 국가 차원의 도핑 스캔들을 일으킨 러시아 올림픽 위원회에 대해 자격 정지 처분을 내리는 한편 러시아 선수단의 2018년 동계 올림픽 참가를 금지시켰다. 국제 올림픽 위원회는 러시아 출신 선수들이 대회 출전을 희망할 경우에는 올림픽 독립 선수단 형식을 띤 '러시아 출신 선수단'(Olympic Athlete from Russia, OAR) 명의로만 참가할 수 있다고 발표했다. 이에 따라 러시아 출신 선수단은 대회에서 올림픽기와 올림픽 찬가를 사용했다.
2018년 1월 9일 판문점에서 열린 남북 고위급 회담에서 조선민주주의인민공화국의 2018년 동계 올림픽 참가가 결정되었다. 이에 따라 조선민주주의인민공화국은 인천에서 개최된 2014년 아시안 게임 이후 4년 만에 대한민국에서 개최된 국제 스포츠 대회에 참가하게 되었다.

참가국 (출전 경력 있음)
참가국 (출전 경력 없음)
개최 도시 (평창)
불참국

선수단 규모

- 참가국 순서는 한글 순서를 기준으로 하였다.

| 참가국 목록 |
| --- |
| - 가나 (1) - 그리스 (4) - 나이지리아 (3) - 남아프리카 공화국 (1) - 네덜란드 (33) - 노르웨이 (109) - 뉴질랜드 (21) - 대한민국 (122) (개최국) - 덴마크 (17) - 독일 (156) - 동티모르 (1) - 라트비아 (34) - 러시아 출신 (168) - 레바논 (3) - 루마니아 (27) - 룩셈부르크 (1) - 리투아니아 (9) - 리히텐슈타인 (3) - 마다가스카르 (1) - 마케도니아 공화국 (3) - 말레이시아 (2) - 멕시코 (4) - 몬테네그로 (3) - 몰도바 (2) - 몰타 (1) - 몽골 (2) - 미국 (242) - 버뮤다 (1) - 벨기에 (22) - 벨라루스 (33) - 보스니아 헤르체고비나 (4) - 볼리비아 (2) - 불가리아 (21) - 브라질 (9) - 산마리노 (1) - 세르비아 (4) - 스웨덴 (116) - 스페인 (13) - 슬로바키아 (56) - 슬로베니아 (71) - 싱가포르 (1) - 아르메니아 (3) - 아르헨티나 (7) - 아이슬란드 (5) - 아일랜드 (5) - 아제르바이잔 (1) - 안도라 (5) - 에리트레아 (1) - 에스토니아 (22) - 에콰도르 (1) - 영국 (59) - 오스트레일리아 (51) - 오스트리아 (105) - 우즈베키스탄 (2) - 우크라이나 (33) - 이란 (4) - 이스라엘 (10) - 이탈리아 (122) - 인도 (2) - 일본 (124) - 자메이카 (3) - 조선민주주의인민공화국 (10) - 조지아 (4) - 중화인민공화국 (81) - 체코 (95) - 칠레 (7) - 카자흐스탄 (46) - 캐나다 (226) - 케냐 (1) - 코소보 (1) - 콜롬비아 (4) - 크로아티아 (19) - 키르기스스탄 (2) - 키프로스 (1) - 중화 타이베이 (4) - 태국 (4) - 토고 (1) - 통가 (1) - 튀르키예 - 파키스탄 (2) - 포르투갈 (2) - 폴란드 (62) - 푸에르토리코 (1) - 프랑스 (107) - 핀란드 (106) - 필리핀 (2) - 헝가리 (19) - 홍콩 (1) |

| 지난 대회에는 참가했지만 이번 대회에서 불참한 국가                                                                                      | 지난 대회에는 불참했지만 이번 대회에서 참가한 국가                                                             |
| --- | --- |
| - 네팔 - 도미니카 연방 - 미국령 버진아일랜드 - 베네수엘라 - 영국령 버진아일랜드 - 짐바브웨 - 케이맨 제도 - 타지키스탄 - 파라과이 - 페루 | - 가나 - 남아프리카 공화국 - 마다가스카르 - 볼리비아 - 조선민주주의인민공화국 - 케냐 - 콜롬비아 - 푸에르토리코 |

### 정식 종목
2018년 동계 올림픽에는 15개의 종목, 102개의 세부 종목이 있다. 15개의 종목은 다음과 같으며, 괄호 안의 숫자는 금메달 수이다.
| - 알파인 스키 (11) - 바이애슬론 (11) - 봅슬레이 (3) - 크로스컨트리 스키 (12) - 컬링 (3) | - 피겨스케이팅 (5) - 프리스타일 스키 (10) - 아이스하키 (2) - 루지 (4) - 노르딕 복합 (3) | - 쇼트트랙 (8) - 스켈레톤 (2) - 스키점프 (4) - 스노보드 (10) - 스피드스케이팅 (14) |

### 일정
| ● | 개막식 |  | 예선경기 | 1 | 순위결정전 |  | 갈라쇼 | ● | 폐막식 |

| 2월             | 2월             | 8 목 | 9 금 | 10 토 | 11 일 | 12 월 | 13 화 | 14 수 | 15 목 | 16 금 | 17 토 | 18 일 | 19 월 | 20 화 | 21 수 | 22 목 | 23 금 | 24 토 | 25 일 | 금메달 수 |
| --------------- | --------------- | ---- | ---- | ----- | ----- | ----- | ----- | ----- | ----- | ----- | ----- | ----- | ----- | ----- | ----- | ----- | ----- | ----- | ----- | --------- |
| 행사            | 행사            |      | ●    |       |       |       |       |       |       |       |       |       |       |       |       |       |       |       | ●     | N/A       |
| 알파인스키      | 알파인스키      |      |      |       |       |       | 1     | 1     | 2     | 1     | 1     | 1     |       |       | 1     | 1     | 1     | 1     |       | 11        |
| 바이애슬론      | 바이애슬론      |      |      | 1     | 1     | 2     |       | 1     | 1     |       | 1     | 1     |       | 1     |       | 1     | 1     |       |       | 11        |
| 봅슬레이        | 봅슬레이        |      |      |       |       |       |       |       |       |       |       |       | 1     |       | 1     |       |       |       | 1     | 3         |
| 크로스컨트리    | 크로스컨트리    |      |      | 1     | 1     |       | 2     |       | 1     | 1     | 1     | 1     |       |       | 2     |       |       | 1     | 1     | 12        |
| 컬링            | 컬링            |      |      |       |       |       | 1     |       |       |       |       |       |       |       |       |       |       | 1     | 1     | 3         |
| 피겨스케이팅    | 피겨스케이팅    |      |      |       |       | 1     |       |       | 1     |       | 1     |       |       | 1     |       |       | 1     |       |       | 5         |
| 프리스타일 스키 | 프리스타일 스키 |      |      |       | 1     | 1     |       |       |       | 1     | 1     | 2     |       | 1     | 1     | 1     | 1     |       |       | 10        |
| 아이스하키      | 아이스하키      |      |      |       |       |       |       |       |       |       |       |       |       |       |       | 1     |       |       | 1     | 2         |
| 루지            | 루지            |      |      |       | 1     |       | 1     | 1     | 1     |       |       |       |       |       |       |       |       |       |       | 4         |
| 노르딕 복합     | 노르딕 복합     |      |      |       |       |       |       | 1     |       |       |       |       |       | 1     |       | 1     |       |       |       | 3         |
| 쇼트트랙        | 쇼트트랙        |      |      | 1     |       |       | 1     |       |       |       | 2     |       |       | 1     |       | 3     |       |       |       | 8         |
| 스켈레톤        | 스켈레톤        |      |      |       |       |       |       |       |       | 1     | 1     |       |       |       |       |       |       |       |       | 2         |
| 스키점프        | 스키점프        |      |      | 1     |       | 1     |       |       |       |       | 1     |       | 1     |       |       |       |       |       |       | 4         |
| 스노보드        | 스노보드        |      |      |       | 1     | 1     | 1     | 1     | 1     | 1     |       |       |       |       |       |       | 1     | 3     |       | 10        |
| 스피드스케이팅  | 스피드스케이팅  |      |      | 1     | 1     | 1     | 1     | 1     | 1     | 1     |       | 1     | 1     |       | 2     |       | 1     | 2     |       | 14        |
| 경기 수         | 경기 수         |      |      | 5     | 6     | 7     | 8     | 6     | 8     | 6     | 9     | 6     | 3     | 5     | 7     | 8     | 6     | 8     | 4     | 102       |
| 누적 경기 총합  | 누적 경기 총합  |      |      | 5     | 11    | 18    | 26    | 32    | 40    | 46    | 55    | 61    | 64    | 69    | 76    | 84    | 90    | 98    | 102   |           |
| 2월             | 2월             | 8 목 | 9 금 | 10 토 | 11 일 | 12 월 | 13 화 | 14 수 | 15 목 | 16 금 | 17 토 | 18 일 | 19 월 | 20 화 | 21 수 | 22 목 | 23 금 | 24 토 | 25 일 | 금메달 수 |

### 메달 집계

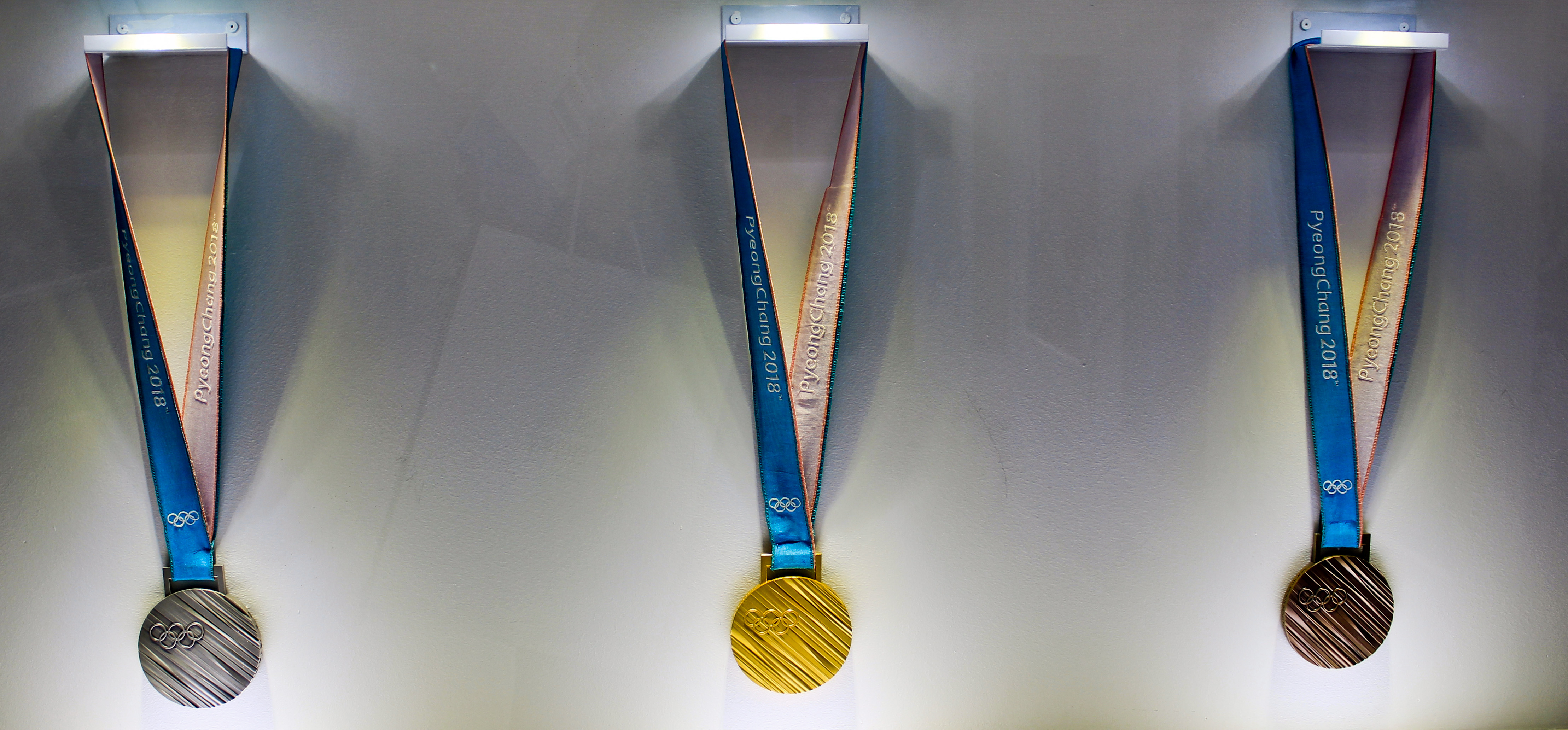
2018 동계 올림픽의 금메달, 은메달, 동메달

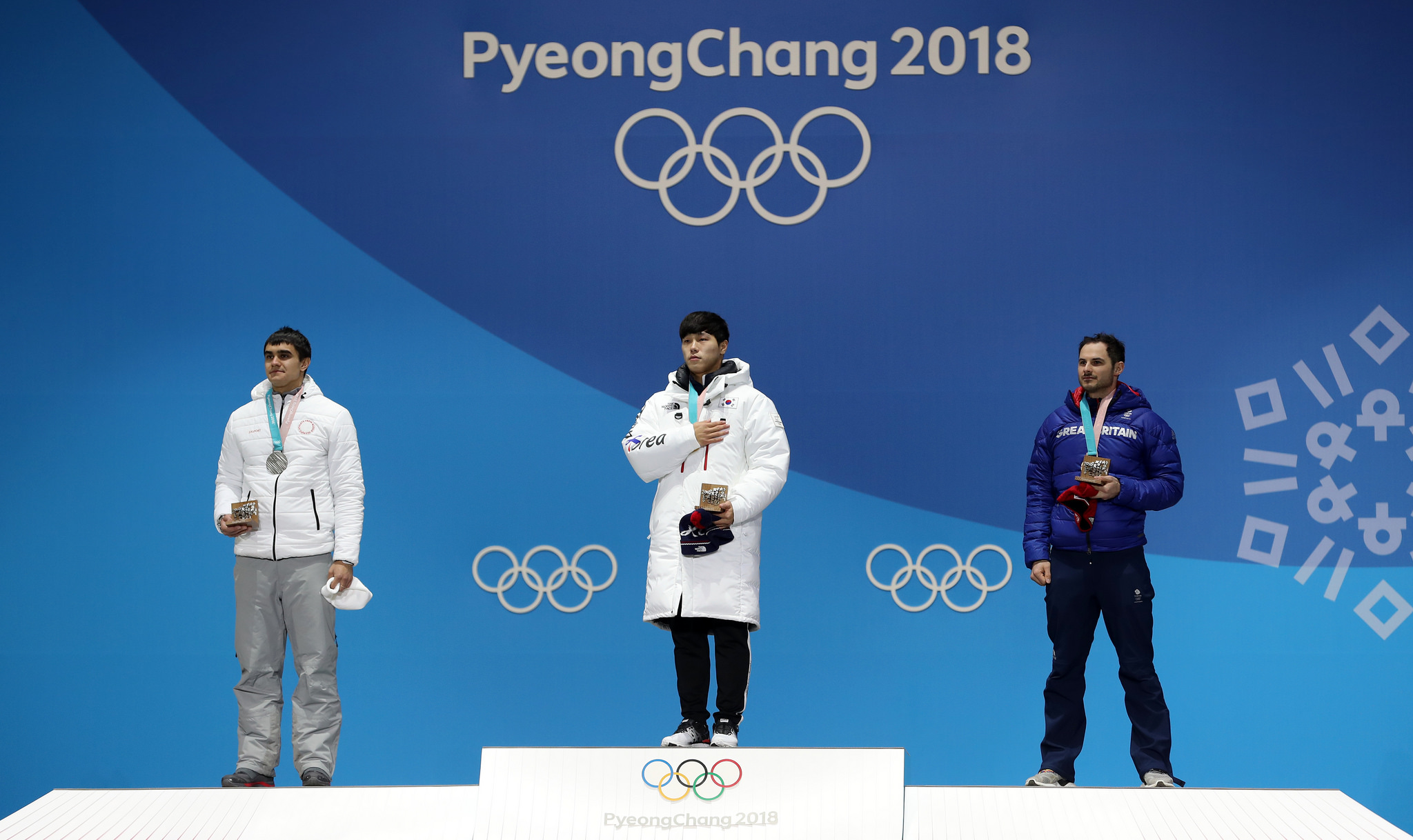
스켈레톤 종목에서 금메달을 딴 윤성빈 선수

최종 집계
| 순위 | 국가                 | 금메달 | 은메달 | 동메달 | 합계 |
| ---- | -------------------- | ------ | ------ | ------ | ---- |
| 1    | 노르웨이 (NOR)       | 14     | 14     | 11     | 39   |
| 2    | 독일 (GER)           | 14     | 10     | 7      | 31   |
| 3    | 캐나다 (CAN)         | 11     | 8      | 10     | 29   |
| 4    | 미국 (USA)           | 9      | 8      | 6      | 23   |
| 5    | 네덜란드 (NED)       | 8      | 6      | 6      | 20   |
| 6    | 스웨덴 (SWE)         | 7      | 6      | 1      | 14   |
| 7    | 대한민국 (KOR)       | 5      | 8      | 4      | 17   |
| 8    | 스위스 (SUI)         | 5      | 6      | 4      | 15   |
| 9    | 프랑스 (FRA)         | 5      | 4      | 6      | 15   |
| 10   | 오스트리아 (AUT)     | 5      | 3      | 6      | 14   |
| 11   | 일본 (JPN)           | 4      | 5      | 4      | 13   |
| 12   | 이탈리아 (ITA)       | 3      | 2      | 5      | 10   |
| 13   | 러시아 출신 (OAR)    | 2      | 6      | 9      | 17   |
| 14   | 체코 (CZE)           | 2      | 2      | 3      | 7    |
| 15   | 벨라루스 (BLR)       | 2      | 1      | -      | 3    |
| 16   | 중화인민공화국 (CHN) | 1      | 6      | 2      | 9    |
| 17   | 슬로바키아 (SVK)     | 1      | 2      | -      | 3    |
| 18   | 핀란드 (FIN)         | 1      | 1      | 4      | 6    |
| 19   | 영국 (GBR)           | 1      | -      | 4      | 5    |
| 20   | 폴란드 (POL)         | 1      | -      | 1      | 2    |
| 21   | 우크라이나 (UKR)     | 1      | -      | -      | 1    |
| 22   | 헝가리 (HUN)         | 1      | -      | -      | 1    |
| 23   | 오스트레일리아 (AUS) | -      | 2      | 1      | 3    |
| 24   | 슬로베니아 (SLO)     | -      | 1      | 1      | 2    |
| 25   | 벨기에 (BEL)         | -      | 1      | -      | 1    |
| 26   | 뉴질랜드 (NZL)       | -      | -      | 2      | 2    |
| 27   | 스페인 (ESP)         | -      | -      | 2      | 2    |
| 28   | 라트비아 (LAT)       | -      | -      | 1      | 1    |
| 29   | 리히텐슈타인 (LIE)   | -      | -      | 1      | 1    |
| 30   | 카자흐스탄 (KAZ)     | -      | -      | 1      | 1    |

## 방송
- 올림픽 - OBS
- 독일 - ARD, ZDF
- 대한민국 - KBS 1TV, KBS 2TV, KBS 24시 뉴스, MBC TV, SBS TV
- 러시아 - C1R, 로시야 1
- 미국 - NBC
- 영국 - BBC, ITV, 유로스포츠
- 오스트레일리아 - 세븐 네트워크
- 일본 - 재팬컨소시엄
- 조선민주주의인민공화국 - 조선중앙텔레비죤
- 중화인민공화국 - CCTV
- 캐나다 - CBC
- 프랑스 - 프랑스 텔레비지옹

## 홍보 및 스폰서

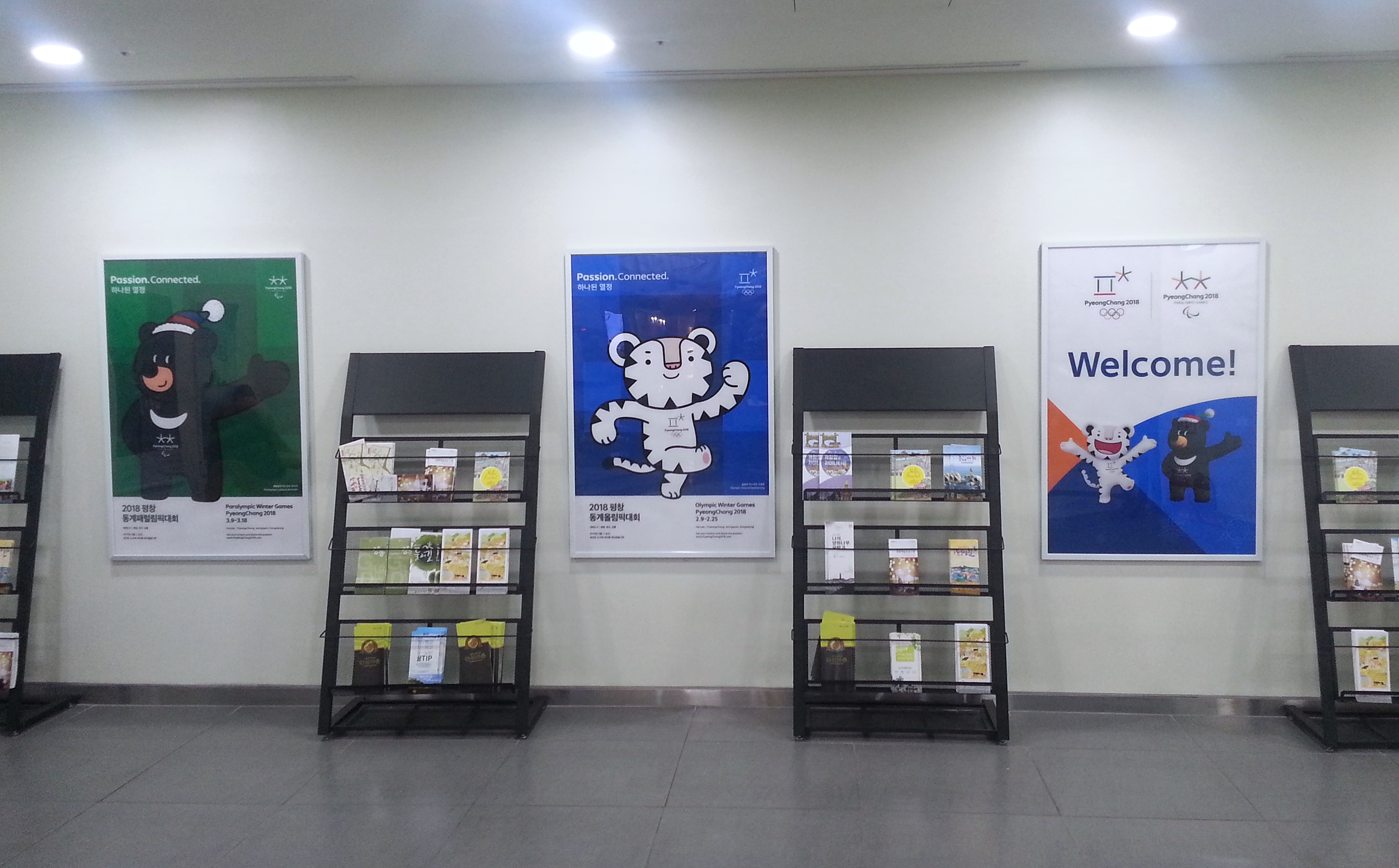
서울고속버스터미널에 전시된 2018년 동계 올림픽 홍보물

### 홍보대사
다음은 2018년 동계 올림픽 대회의 공식 홍보대사이다.

## 대회 이모저모

### 개막식과 폐막식

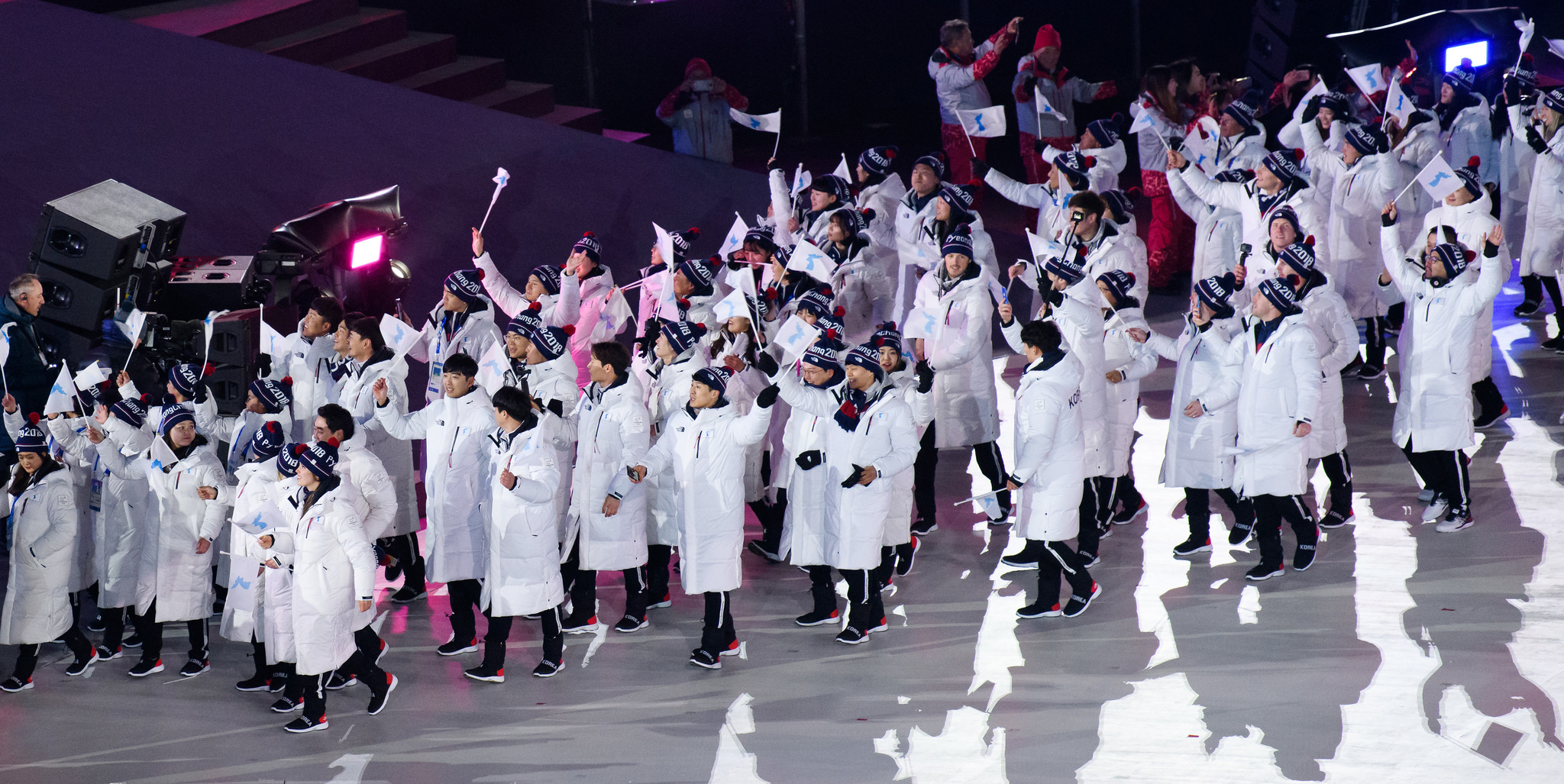
개막식에서 공동 입장하는 코리아 선수단

- 2018년 평창 동계 올림픽은 근현대 올림픽 역사상 최초로 올림픽 개막일의 개최국의 국가원수와 올림픽 폐막일의 개최국의 국가원수가 다른 대회가 될 뻔하였다. 이는 2013년 2월 25일에 취임한 대한민국의 제18대 대통령인 박근혜가 2018년 2월 24일에 퇴임할 예정이었기 때문이다. 그러나 2016년 10월에 일어난 박근혜-최순실 게이트의 여파로 인하여 대한민국 국회가 2016년 12월 9일에 박근혜 대통령 탄핵 소추안을 가결시켰고 대한민국 헌법재판소가 2017년 3월 10일에 박근혜 대통령 탄핵 소추안 심판을 인용하면서 파면함에 따라 이 계획은 무산되었다. 이에 따라 올림픽 개막일부터 올림픽 폐막일까지 2017년 5월 10일에 취임한 문재인이 대한민국의 제19대 대통령인 상태에서 열리게 되었다.
- 대한민국과 조선민주주의인민공화국이 2007년 동계 아시안 게임 이후 종합 스포츠 대회 개막식에서 11년 만에 한반도기를 들고 동시에 입장하였다.
- 2016년 리우데자네이루 하계 올림픽에서도 전통 의상을 입고 개막식에 참석한 통가의 피타 타우파토푸아가 다시 한 번 전통 의상을 입고 개막식에 참석하였고, 그 의상으로 폐막식에서 토마스 바흐 IOC 위원장을 비롯한 각 대륙을 대표하는 선수들과 함께 핑거하트 자세를 취하였다.
- 개폐막식 총 예산은 668억원으로 '지속 가능한 올림픽'을 내세우며 과도한 지출을 자제해달라는 IOC의 요청에 따라 상대적 저비용으로 치러졌다. 이는 2008 베이징 하계 올림픽 개폐막식 예산 6000억원의 11% 수준에 불과한 수준으로, 같은 동계 올림픽인 2010 밴쿠버 동계 올림픽 개막식의 1715억원, 2012 런던 하계 올림픽 개막식의 1839억원과 비교해도 절반 미만이었다. 송승환 총감독은 실제 비용은 문재인 정부 들어서 100억원 정도가 추가된 예산으로 초기 계획은 더 적었다고 밝혔다.[18] 또한 전체적인 만족도는 90%라고 평가하였으며, "애초부터 적은 예산으로 출발했기 때문에 다른 대규모 개회식과 달리 작지만 강하고 알차고 속이 꽉 찬 행사를 만들려고 했기 때문에 힘들었지만, 오히려 효과적인 플랜을 짤 수 있다고 생각한다" 라고도 밝혔다.[19]

### 특별한 경기 진행과 결과
- 대한민국과 조선민주주의인민공화국의 여자 아이스하키의 경우 별도의 남북 단일팀을 구성하여 참가하였다. 그러나 남북 단일팀은 모든 경기에서 이기지 못하였으며 전체 최하위인 8위로 마쳤다. 다만 남북 단일팀의 첫 득점을 기록하였을 때 사용된 퍽은 캐나다 토론토에 소재한 국제아이스하키연맹 명예의 전당에서 보관하여 전시하게 되었다.[20]
- 체코의 에스테르 레데츠카가 동계 올림픽 역사상 최초로 같은 대회 서로 다른 종목에서 동시에 금메달을 획득하였다. 에스테르 레데츠카가 출전하여 금메달을 획득한 종목은 알파인스키 여자 슈퍼대회전과 스노보드 여자 평행대회전 2개의 종목이다.[21]
- 남자 봅슬레이 경기에서는 2번이나 공동 메달 수여자가 발생하였다. 첫번째 공동 메달 수여는 2인승 경기에서 독일 대표팀과 캐나다 대표팀이 공동 금메달을 차지한 것이었고,[22] 두번째 공동 메달 수여는 4인승 경기에서 독일 대표팀과 대한민국 대표팀이 공동 은메달을 차지한 것이다.[23]
- 여자 쇼트트랙 3000m 계주에서는 동메달 수여 팀이 세계 신기록을 차지하였다. 이렇게 된 원인은 결승전 파이널 A에서 각각 2위, 3위로 들어온 중국 팀, 캐나다 팀이 경기중 부정행위를 한 사실이 발각되어 4위로 들어온 이탈리아 팀이 은메달을 승계받았고, 파이널 B에서 세계신기록을 작성하며 5위를 차지한 네덜란드 팀이 자동적으로 동메달을 승계받았기 때문이다.[24] 다만, 금메달은 변함이 없이 파이널 A에서 1위로 들어온 대한민국 팀이 차지하였다.
- 노르웨이는 이번 대회에서 39개의 메달을 획득하면서 2010년 밴쿠버 동계 올림픽에서 미국이 세웠던 최다 메달 기록인 37개를 갱신했다. 또한 이번 대회는 30개국이 최소 1개 이상의 메달을 획득하면서 동계 올림픽 역사상 가장 많은 국가가 메달을 획득한 대회가 되었다.

### 도핑 및 경기 부정행위
- 중국 쇼트트랙 대표팀은 잦은 부정행위로 인하여 실격 판정을 많이 받았다.[25]
- 러시아 출신 선수단으로 참가하여 컬링 믹스더블 종목에서 동메달을 차지한 알렉산드르 크루셸니츠키가 금지 약물인 멜도니움 복용 사실이 발각되어 동메달 수여가 취소되었다. 해당 선수는 확인이 되자 메달을 반납하였다.[26] 이에 따라 4위를 차지했던 노르웨이가 동메달을 승계받았다.

### 기타 대회 관련

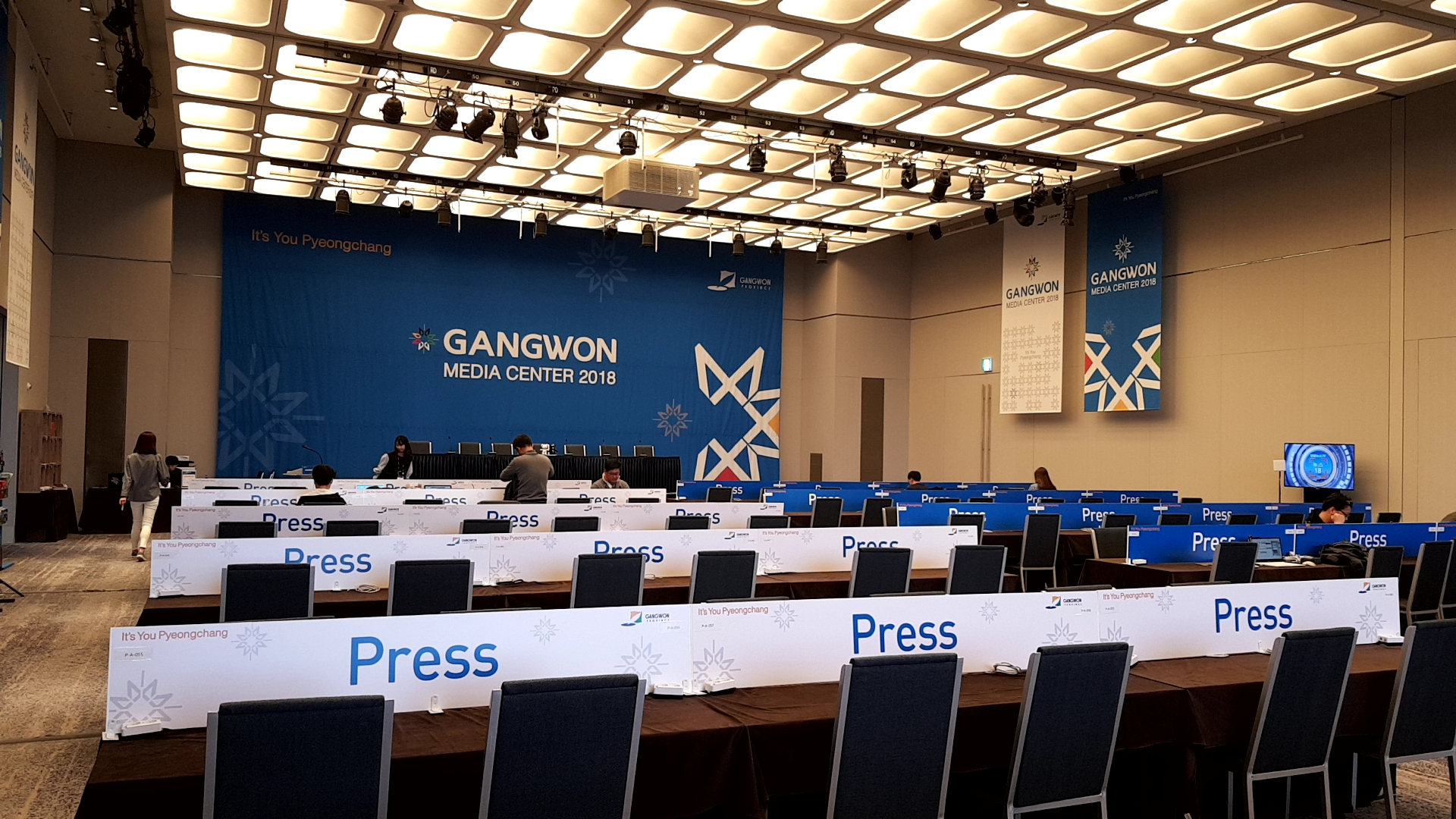
2018 평창 동계올림픽 및 패럴림픽 당시 운영되었던 강원 미디어센터의 모습.

- 대회 진행 기간에 명절인 설날 연휴가 끼어있었다. 참고로 1988년 하계 올림픽 당시에도 명절인 추석 연휴가 끼어있었다.
- 대회 진행 전 일대에 노로바이러스가 창궐하여 우려를 낳기도 했다. 이로 인해 대회 기간 미국 아이스하키 대표팀은 경기 전 악수를 하지 말라는 지시사항을 내리기도 했고,[27] 2명의 스위스 선수들은 실제 노로바이러스 확진 판정을 받기도 했으나, 선수촌에서 그이상 확산되진 않아 대회 기간을 비교적 무사히 넘기게 되었다.
- 강원도청에서는 공식 언론 대응시설인 메인 프레스 센터에 입주하지 못했거나, 추가적으로 강원도 관광자원, 올림픽 관련 행사 등을 취재하려는 취재인력, 강릉시 내 간이 프레스 센터 공간부족 해소를 위해 강릉시 씨마크 호텔에 강원 미디어센터를 운영했다. 국내외 기자들을 위해 지난 10월과 12월 2차례에 걸쳐 미디어 신청 접수를 진행했으며, 이를 통해 국내외 280여 개의 미디어와 1,000여 명의 기자가 등록하여 출입하였다.[28]
- 2020년 스위스 로잔에서 해당 시설들을 상당수 재활용하는 안이 받아들여지면서, 2024년 동계 청소년 올림픽의 개최지로 강원도가 확정되었다. 2018년 동계 올림픽 당시의 시설을 상당수 활용할 전망이다.

## 사건 및 논란

### 러시아의 도핑 문제

2018년 동계 올림픽에서 개인 자격으로 참가한 러시아 출신 선수단의 로고

러시아가 2014년 소치 동계 올림픽 당시 다수의 자국 선수들이 도핑 문제가 불거진 것 때문에 평창 동계 올림픽에 참석하지 못하게 되어 논란이 되었다. 블라디미르 푸틴 러시아 대통령은 이같은 조치에 반발하면서도, 러시아 선수들이 개인 자격으로 올림픽에 참가하는 것은 막지 않겠다고 밝혔다. 이에 따라 러시아 출신의 선수단은 러시아 출신 선수(Olympic Athlete from Russia, OAR)라는 이름으로 2018년 동계 올림픽에 참여하였으며, 개막식 때에도 '올림픽 선수'에 맞춘 순서로 입장하게 되었다. 폐막식에서는 러시아 국기를 가지고 입장하는 것이 원래 계획이였으나 대회 도중 혼성 컬링의 러시아 선수 도핑이 적발되어 폐막식에서도 올림픽기를 들고 입장하게 되었다.

### IOC의 분산 개최 제안
2014년 12월 7일 토마스 바흐 국제 올림픽 위원회(IOC) 위원장은 “8일부터 이틀간 열리는 IOC 총회에서 ‘어젠다 2020’이 확정되면 2018년과 2020년 동·하계 올림픽을 치르는 한국과 일본이 일부 종목을 분산 개최할 수 있다”고 말했다. IOC는 2014년 12월 8일(한국 시간) 제127차 IOC 총회에서 새로운 개혁안이 담긴 'Olympics Agenda 2020(어젠다 2020)'을 채택하였다. 새로운 개혁안은 기존의 올림픽 개최 방식과 달리 국내 여러 도시들과 분산 개최가 가능하며, 다른 국가의 도시에서도 분산 개최를 할 수 있다는 것이다. 또 신축 경기장이 아닌 기존의 시설물을 보완하거나 철거 예정인 시설물들에서도 경기를 치를 수 있다.
구닐라 린드버그 IOC 평창동계올림픽 조정위원회 위원장은 '분산 개최는 비용을 줄이는 가장 좋은 방법'이라며, '결정은 평창 몫'이라면서도 '다음 주(2014년 12월 3주)까지 썰매 종목 개최가 가능한 12곳을 통보하겠다'고 밝혔다. 분산 개최 가능성을 두고 여론은 찬반으로 갈렸다. 일부 종목을 일본과 분산 개최하는 것에 대해 여론조사를 한 결과, 찬성이 29.1%, 반대가 50.5%가 나왔다. 국내 다른 지역과의 분산 개최에 대해서는 찬성이 57.8%, 반대가 38.7%로 나왔다.
국내 다른 지역과의 분산 개최를 찬성하는 입장은 '기존 시설을 활용해 예산도 줄일 수 있고 실현 가능성도 높다'는 이유로 분산 개최를 찬성하고 있다. 이미 있는 경기장과 시설을 개보수하면 충분히 올림픽에 사용할 수 있다는 것이다. 새로 시설을 짓고 나면 유지비도 많이 들기 때문에 차라리 기존 시설을 이용하는 것이 낫고, 환경파괴를 줄일 수 있다는 점도 이유로 꼽힌다.
한편 분산 개최에 반대하는 측은 '삼수 끝에 유치한 동계올림픽'이고 '개최지역 주민들의 노력이 많았기 때문에 분산 개최를 할 수 없다'는 입장이다. 또한 '어젠다 2020은 계획의 일환이며 일본 동경올림픽부터 적용을 하는 것'이고, '2018올림픽은 개최 주체 문제로서도 당연히 2018 평창동계올림픽이 돼야 된다'고 하고 있다. 올림픽 이후 시설물 유지에 관해서는 '체육시설로도, 관광지로도 역할을 충분히 할 수 있고 사계절 선수훈련용으로도 사용할 수 있다'고 반박하고 있다.

### 조선민주주의인민공화국 올림픽 참가 및 남북 공조 논란
조선민주주의인민공화국의 최고지도자인 김정은 국무위원장이 2018년 1월 1일 신년사에서 조선민주주의인민공화국의 2018년 평창 동계 올림픽 참가 가능성을 내비친 후, 문재인 정부에서 북측과의 공조를 빠르게 추진하는 과정에서 후술된 몇가지 논란이 일었다.

#### 남북 한반도기 공동 입장 논란

2018년 동계 올림픽에서 사용된 독도가 삭제된 한반도기

개최국인 대한민국이 조선민주주의인민공화국 측에서 말도 꺼내기도 전에 남북 공동 입장시 태극기를 포기하고 한반도기를 들고 입장하겠다는 정부 방침을 정하여 논란이 되었다. 자유한국당 등 야당 일부는 세 번의 도전 끝에 개최한 올림픽에서 국가 정체성인 태극기 없이 입장하는 것은 국가 자존심의 상처이며 국민들도 수긍하기 힘들다고 반발하였다.
2018년 1월 18일 리얼미터의 여론조사에 따르면, 공동 입장시 태극기를 지지하는 비율이 49%, 한반도기를 지지하는 비율이 41%로 나타났다. 하지만, 2018년 2월 2일 한국갤럽의 여론조사에 따르면, 평창올림픽 개회식에서 남북한이 한반도기를 들고 공동 입장하기로 합의한 데 대해선 '잘된 일'이라는 응답이 53%, '잘못된 일'이라는 응답이 39%로 조사됐다. 2월 23일 발표된 한국갤럽의 여론조사에 따르면 '잘된 일'이라고 응답한 수치가 더 늘어나 68%, '잘못된 일'이라는 응답이 24%로 집계됐다.
한편 올림픽에 정치적인 요소를 배제하라는 IOC의 결정에 따라 평창 올림픽에서는 독도가 삭제된 한반도기를 사용하게 되었다.

#### 남북 단일팀 논란
평창 올림픽에서 여자 아이스하키 종목에 남북 단일팀을 추진하여 논란이 되었다. 비록 남북 화해 분위기 조성을 위한 것이라고 해도, 정치적인 목적으로 단일팀을 구성하여 평창 올림픽만을 목표로 훈련해온 대한민국 선수들 일부의 출전 기회를 박탈한다는 비판이 일었다. 이와 관련, 이낙연 국무총리가 여자 아이스하키는 메달권 밖이라 단일팀을 구성해도 괜찮다고 발언한 것도 큰 반발을 일으켰다. 특히 여당의 주 지지층인 2030세대에서 불공정함을 이유로 반대하는 여론이 높았다. 이러한 반발에 이낙연 총리는 잘못된 표현으로 진의가 왜곡되었다며 사과를 표명하였다.
이렇게 단일팀과 관련된 문제가 불거지자, 문재인 대통령은 1월 17일 충청북도 진천에 위치한 국가대표 선수촌인 진천선수촌을 방문해 선수들을 위로하면서, 남북이 하나의 팀으로 경기에 임한다면 역사의 명장면이 될 것이고, 국민의 관심이 모이며 비인기 종목의 설움을 씻는 계기가 될 것이라고 말했다. 대표팀의 골리인 신소정은 "처음 단일팀 얘기를 듣고 속이 많이 상했지만 주어진 상황에서 최선을 다해 올림픽을 준비하겠다"고 말했다. 그러나 몇몇 선수들은 "어떻게 정부가 한마디 상의도 없이 일방적으로 단일팀을 진행할 수 있는지", "4년을 함께 해온 우리에게 일방적으로 희생을 강요하는지 정말 어이없는 상황"이라며 불만을 나타냈다.
단일팀에 부정적인 여론이 정권 지지도에도 영향을 미쳐, 정부는 1월 25일 리얼미터 조사에서 취임 후 처음 50%대인 59.8% 지지율을 기록하였다. 문재인 대통령은 1월 30일 "여자 아이스하키 단일팀을 구성하면서 남북관계를 개선하고 평화올림픽을 위해 좋다고 생각했는데, 선수들의 입장을 미처 사전에 제대로 헤아리지 못한 것 같다"며 유감을 표명하였다.
그러나 1월 20일 국제올림픽위원회에서 남북 단일팀의 엔트리를 35명으로 늘리면서 실제 경기에 나오는 엔트리는 그대로 22명으로 정하고, 대한민국 정부에서 경기에 출전할 수 있는 북한 선수를 경기마다 3명으로 제한하면서, 당초 알려졌던 바와 달리 남북 단일팀 결성으로 인해 출전 기회를 박탈당하는 선수는 없었다. 이후 올림픽이 진행되며 남북한 아이스하키 대표팀 보도가 확산되고 세라 머리 대표팀 감독도 팀에 만족을 표하면서, 남북 단일팀에 관련된 논란은 점점 줄었다.
2월 14일 발표된 한국리서치 조사에서는 아이스하키 남북단일팀 구성에 대해 '잘한 결정'이라는 응답이 56.8%, '잘못한 결정'이라는 응답이 38.7%로 조사되었다. 2월 23일 발표된 한국갤럽 조사에서도 '잘된 일' 50% vs '잘못된 일' 36%로 조사되었는데, 개회식 전 조사에선 40%가 '잘된 일', 50%는 '잘못된 일'로 응답했던 것을 감안하면 여론이 반전되었다는 분석이 나오기도 했다. 남북 선수들은 2월 26일 이별하는 날 서로 다시 만나기를 기원하며 아쉬워 하였다.

#### '평화올림픽'과 '평양올림픽' 논란
정부가 올림픽을 준비하는 과정에서 평창 올림픽을 '평화올림픽' 또는 '평양올림픽'이라고 부르는 목소리가 나왔다.
자유한국당은 "정부에서 올림픽의 정치화로 대한민국의 올림픽인지 조선민주주의인민공화국의 올림픽인지 정체를 알 수 없게 만들었기 때문에, '평양 올림픽' 명명을 통한 비판의 목소리가 불거진 것"이라고 지적하였다. 국민의당 역시 논평을 통해, "정부가 조선민주주의인민공화국에 질질 끌려다니면서 비핵화 성과 없이 올림픽을 북측의 체제 선전의 장으로 만든다면, 평창 올림픽은 평양 올림픽으로 전락하게 될 것임을 유념해야 한다"고 언급하였다. 바른정당 또한 정부의 한반도기 조치에 조선민주주의인민공화국에게 개최국 자존심을 자진 헌납했다면서 평양 동계 올림픽이냐고 따지는 논평을 냈다.
이에 대해 여당과 정의당은 야3당이 평창동계올림픽을 '평양올림픽'이라고 부르는 것과 관련, 더불어민주당은 논평을 통해 "올림픽 정신은 평화로, 낡은 색깔론에 기반한 한국당의 정치공세에 전 세계가 경악할 것", "국민은 평창올림픽이 성공하길 바란다. 야당도 평창올림픽의 성공을 위한 행보에 동참할 것을 촉구한다"면서 이같이 밝혔다.
또한, 보수성향의 인터넷매체인 데일리안이 2018년 1월 24일 공개한 알앤써치 정례 여론조사 결과를 보면, 평창올림픽=평양올림픽이란 의견에 "동의하지 않는다"는 의견이 62.5%, "동의한다"는 30%로 집계됐다.

#### 김영철 동계 올림픽 폐막식 참석 논란
2018년 2월 22일 통일부는 동계 올림픽 폐막식 참석을 겸해 북측 대표로 김영철이 방남한다고 발표하였다. 이에 대해 김영철이 2010년 3월에 일어난 천안함 침몰 사건의 주범이라고 보는 자유한국당은 방남 반대를 주장하며 청와대 앞에서 기자회견을 열었다.
이에 통일부는 김영철이 천안함 사태 당시 북한의 정찰총국장이었던 건 맞지만, 천안함과의 구체적인 관련성은 명확하가 않다고 밝혔고, 정부 역시 방남 수용이 쉽지만은 않은 결정이었다며 대승적 차원의 이해를 요청했다. 여당에서는 2014년에도 김영철이 남측과 대면한 바 있는데 당시 여당이던 자유한국당이 그 때에는 환영 논평까지 내더니 지금은 반대하냐며 정치적 이해득실에 따른 전형적인 ‘내로남불'(내가 하면 로맨스, 남이 하면 불륜)이라고 반론하였다.
그러나 이같은 주장에 대해, 2014년 남북의 행정관할권이 미치지 않는 공동경비구역(JSA) 판문점의 남측 관할을 남북 군사회담 북측 대표로 방문한 것과, 2018년 전 세계 평화대축제인 올림픽을 위해 북측을 대표하여 대한민국 땅을 밟고 청와대까지 방문하는 것은 현격한 차이가 있다는 지적이 일었다. 허나 이런 주장 역시 2014년 인천 아시안 게임 때 2010년 11월에 일어난 연평도 포격의 주범이라고 평가받은 최룡해, 황병서 방남을 당시 여당이던 자유한국당이 환영했기 때문에 전형적인 자승자박이라는 반론이 나왔다. 이후 정부는 청와대가 아닌 별도의 자리에서 김영철과 회견했고, 김영철 역시 롯데월드타워 전망대 방문 등 기존 일정도 취소하며 2박 3일의 일정을 조용하게 마무리한 후 북으로 돌아갔다.

### 대기업들에 티켓 강매 논란
평창올림픽 개막을 앞두고 정부가 삼성, LG, 두산 등의 대기업들과 전경련, 경총, 대한상의 등 경제5단체에게 올림픽 입장권 구매를 종용한 것으로 알려져 비판이 제기되었다. 특히 티켓 판매를 위한 '집중 추진 기간'을 정하고 실·국별 책임 목표량을 할당하였고, 부영 등 회사 대표가 검찰의 수사를 받는 기업이나 미래에셋 등 공정거래위원회의 조사를 받는 기업도 포함돼, 판매 권유가 압박이나 강매로 인식될 수밖에 없다는 지적이 제기되었다. 이러한 행태에 대해 대기업들에 대한 팔 비틀기라는 지적이 나온다.
문재인 대통령과 이낙연 국무총리가 각 기업들에게 구입을 요청했지만, 기업들의 반응은 호의적이지 않았다. 이는 문재인 정부에서 '재벌 개혁'을 기치로 내걸은데다가 나중에 후원 활동이 문제가 될까봐 조심하는 분위기라는 반응이 나온다. 이후 기업들은 총리 요청과 무관하다면서 티켓을 구입했지만, "총리 요청 이후 안 살 수가 없는 분위기여서 형편에 맞게 구매했다"고 한 기업 관계자는 말했다. 또 다른 대기업 관계자는 "재벌 개혁을 외치면서 필요할 때는 기업들에 손 벌리는 모습은 구태 아니냐. 기업들 좀 그만 괴롭혔으면 하는 게 솔직한 심정"이라고 털어놓았다.

## 유산 사업
2018 평창 동계 올림픽 및 패럴림픽이 마무리된 후 2018년 평창 동계 올림픽 및 패럴림픽 조직위원회는 2019년 4월 1일 해산되어 청산 작업에 돌입했다. 이에 앞서 2018 평창 동계올림픽을 기념하는 사업을 펼쳐야 한다는 공감대가 형성되면서, 2019년 3월 25일 평창 동계올림픽의 유산 사업과 경기장 사후 지원 등을 맡을 2018평창기념재단이 창립 총회를 열어 발족, 대회 선수촌장을 지낸 유승민 초대 재단 이사장을 선임했다. 2018평창기념재단은 2022년 평창올림픽스타디움에 개관한 2018 평창동계올림픽대회 및 동계패럴림픽대회 기념관의 관리 업무를 대표적으로 담당하고 있으며, 'Play Winter' 브랜드를 마련해 평창·강릉 지역에서의 올림픽 기념 스포츠 대회를 개최하고 있다.
2018 평창 동계 올림픽이 폐막한 이후에는 새로 지어진 경기 시설들에 대한 사후 활용이 부족하다는 지적이 잇따르기도 했다. 실제로 알펜시아 국제 방송 센터는 진통을 겪은 끝에 국립중앙도서관 산하의 국가문헌보존관으로 탈바꿈하는 것이 확정되었고, 올림픽 슬라이딩 센터와 강릉 스피드 스케이팅 경기장은 운영 비용의 부족 문제로 인해 한동안 문을 닫기도 했다. 다만 정부와 도의 예산이 투입되는 한편, 2020년에는 2024년 동계 청소년 올림픽를 평창, 강릉을 포함한 강원도에서 유치하는 등 긍정적인 소식이 이어지면서 산림 보존을 위해 철거된 정선 알파인 경기장을 제외하고는 모든 경기장이 정상적으로 운영되거나, 다른 활용방안을 찾는 등 원형 그대로를 유지할 수 있게 되었다.
한편 많은 방문객이 찾을 수 있는 올림픽의 유산사업으로 평창평화포럼이 2019년부터 개최되었다. 평창평화포럼은 2018 평창 동계 올림픽의 유산인 평화, 스포츠, UN의 지속가능발전목표 등의 주제를 다루는 포럼으로, 짐 로저스, 레흐 바웬사 등의 인물이 연사로 초청되어 평창을 방문하기도 했다. 아울러 많은 대중이 평창을 찾을 수 있는 기념 행사인 평창국제평화영화제가 2019년 '평창남북평화영화제'라는 이름으로 시작되었다. 남북관계를 다룬 영화를 상영하는 섹션, 국제 평화와 관련된 장·단편 영화들이 초대되었던 평창국제평화영화제는 코로나19 범유행 기간에도 상영 중단 및 온라인 전환 없이 성공적으로 오프라인 행사를 이어가며 점진적으로 성장하는 국제 영화제가 되기도 했다. 특히 감자 창고, 지역축제장 등 지역의 특색을 살린 상영관이 마련되어 방문객의 호평을 얻기도 했다. 올림픽이 열렸던 평창군 지역에 많은 방문객을 유치했던 두 행사는 2022년을 끝으로 김진태 신임 강원도지사가 도 예산의 집행 중단을 선언하면서 명맥이 끊겼다.

## 같이 보기
- 2024년 동계 청소년 올림픽
- 2018년 평창 동계 올림픽 및 패럴림픽 조직위원회
- 2018년 동계 패럴림픽
- 1988년 하계 올림픽